# Kovács Samu
Kovács Samu, Kovács Sámuel (Dés, 1819. június 19. – Dés, 1893. szeptember 24.) református lelkész.

## Életútja
Polgári szülők gyermeke. Tanulmányait a helybeli református iskolában kezdte és itt Mentovich Ferenc és Fekete Mihály tanulótársaival Zsenge címmel lapot is szerkesztett. A bölcseleti és teológiai tanfolyamot Kolozsváron a református kollégiumban elvégezvén, Budapestre és Bécsbe ment tanulmányi gyarapítása végett; utóbbi helyen huzamosabb ideig tartózkodott; azután Észak-Németországba vette útját és 1845-ben Berlinben a természettudományok hallgatása mellett a nevelésügy tanulmányozására fordította idejét, amiben a híres Diesterweg segítette elő, akinek előadásait hallgatta és aki a magyarok iránt nagy előszeretettel viseltetett.
Hazajövetele után a dési református iskola (particula) tanítója, később igazgatója lett és az oktatási rendszert itt teljesen új alapon reális irányúvá alakította át. 1848-ban nemzetőr lett és a mozgalmakban élénk részt vett; a bekövetkezhető szomorú eseményektől befolyásos emberek mentették meg. Az ostromállapot megszűntével folytatta működését. Az 1867. évi kiegyezés után a közjogi ellenzékhez csatlakozott és midőn ez a párt került kormányra, a közéletben is nagyobb tér nyílt számára. A dési takarékpénztárnak 15 évig vezérigazgatója, a szamosvölgyi vasúttársaságnak, az iskolaszéknek és a gazdasági egyesületnek alelnöke, aligazgatója lett. Közreműködött abban, hogy Désen nyomda állíttassék fel, mely Bánffy Dezső báró főispán segélyével 1876-ban Bánffy és Kovács cég alatt létesült is. Érdemei elismeréseül a koronás arany érdemkeresztet kapta.
Az egyházmegyének négy ízben megválasztott közügyigazgatója volt és mint a megyei közigazgatási bizottságnak tagja tíz évig működött. Takarékosságával 60.000 forintnyi vagyont szerzett, melynek nagy részét jótékony célokra hagyta; többek közt az erdélyi múzeum-egyletnek 1000 forintot, melynek kamatai egy ballada-pályaműre fordítandók. Kolerában hunyt el 1893-ban.
Cikkei az erdélyi lapokban, különösen a Szolnok-Dobokában jelentek meg.
Álneve s jegyei: Kátó, cs. y. és xxx (az erdélyi lapokban és a Szolnok-Dobokában).

## Munkái
- Egyházi beszédek. Kolozsvár, 1852
- Gyakorlati magyar nyelvtan a németek számára, a magyar nyelv szelleme szerint párhuzamban a német nyelv sajátságaival. I. Alaktan. Uo. 1856
- A pályáját megfutott keresztény. Emlékbeszéd Telegdi Róth Pál felett. Uo. 1861
- Az erős férfiú. Emlékbeszéd orvos Tokai Pál fölött. Szamosujvár, 1868
- Emlékbeszéd ifj. Róth Pál fölött. Deés, 1882
- Visszaemlékezések 1830-1850. Uo. 1887 (A Pesti Naplóban 281. sz. Prielle Korneliáról. Lendvaynéról, báró Kemény Zsigmondról és Deák Ferencről.)